# ناحیه الاحرار
ناحیه الاحرار (به عربی: الأحرار) یک منطقهٔ مسکونی در عراق است که در استان واسط واقع شده‌است. ناحیه الاحرار ۱٬۲۴۴ کیلومتر مربع مساحت و ۶۳٫۰۰۰ نفر جمعیت دارد.